# 長坂村
長坂村（ながさかむら）は、昭和30年（1955年）まで岩手県東磐井郡に存在していた村。現在の一関市東山町長坂にあたる。

## 地理
- 河川：砂鉄川

## 沿革
- 明治22年（1889年）4月1日 - 町村制施行にともない、旧来の長坂村単独で村制施行。
- 昭和30年（1955年）2月1日 - 田河津村と合併し、東山村となる。

## 行政
- 歴代村長

| 代 | 氏名         | 就任                  | 退任                      | 備考 |
| -- | ------------ | --------------------- | ------------------------- | ---- |
| 1  | 小原東作     | 明治25年（1892年）5月 | 明治30年（1897年）5月     |      |
| 2  | 鈴木京右ェ門 | 明治38年（1905年）9月 | 明治39年（1906年）12月    |      |
| 3  | 佐藤綾吉     | 明治40年（1907年）8月 | 明治42年（1909年）2月     |      |
| 4  | 佐藤衡       | 明治42年（1909年）4月 | 大正3年（1914年）7月      |      |
| 5  | 伊藤与一郎   | 大正3年（1914年）7月  | 大正3年（1914年）10月     |      |
| 6  | 鈴木梅吉     | 大正3年（1914年）10月 | 大正4年（1915年）8月      |      |
| 7  | 本田謙吉     | 大正4年（1915年）10月 | 大正6年（1917年）3月      |      |
| 8  | 鈴木粂太郎   | 大正7年（1918年）3月  | 昭和4年（1929年）4月      |      |
| 9  | 佐藤兵太夫   | 昭和4年（1929年）4月  | 昭和10年（1935年）6月     |      |
| 10 | 那須新四郎   | 昭和10年（1935年）6月 | 昭和17年（1942年）3月     |      |
| 11 | 菅原正三郎   | 昭和17年（1942年）5月 | 昭和21年（1946年）5月     |      |
| 12 | 菅野俊治郎   | 昭和21年（1946年）5月 | 昭和21年（1946年）10月    |      |
| 13 | 菅原吉内     | 昭和22年（1947年）4月 | 昭和30年（1955年）1月31日 |      |

## 交通
- 国鉄大船渡線 - 駅なし
  - 合併後の昭和37年（1962年）に柴宿駅、昭和61年（1986年）に猊鼻渓駅が設置された。

## 教育
- 長坂村立長坂小学校
  - 長坂村立長坂小学校大木分校
- 長坂村立長坂中学校